# Pervij Kanal
A Pervij Kanal (oroszul Первый Канал [pérvüj kánál], magyarul: Első csatorna) oroszországi televíziós csatorna, amely a legnagyobb lefedettséggel rendelkezik Oroszországban. Az Oroszországi Föderáció kormánya az Állami Vagyonügynökségen (Roszimusesztvo) keresztül 51%-kos részesedéssel rendelkezik a tévétársaságban. Székhelye és műszaki bázisa a Moszkva Osztankino városrészében található osztankinói tévétoronynál van.

## Története
1931. május 1-jén adták az első tesztképeket hang nélkül Moszkvában. 1931. október 1-jén kezdte meg a hang sugárzását a tévétársaság. Később kezdtek megjelenni a televíziók Leningrádban és Odesszában. Moszkva megkezdte a műsorszolgáltatását 12 alkalommal heti 60 percig. 1939 márciusában kezdett rendszeres televíziós műsorokat sugározni. 1941-1945-ig nem sugárzott televíziós műsorokat. A programok folytatódtak 1945. május 7-től. 1951. március 22-től indult a Központi Televízió Stúdió Moszkvában, így megalakult az első program Szovjetunió CT-centrál központi adó. 1956. február 14-én létrejött a második központi program. 1960. január 14-én már a harmadik és a negyedik központi program is létrejött. 1967. október 10-n az első program színes képpel sugárzott. 1976.-tól az Orbita szovjet műholdnak köszönhetően a Szovjetunió minden időzónájában tudott sugározni műsorokat. 1988-ban először a szovjet televízió mutatta az első Pepsi ital reklámját, illetve Michael Jacksont. 1989-ben megtörte a monopólium az állami televíziót a Szovjetunióban, megjelent egy privát csatorna, a 2x2. 1991. szeptember 16-án felszámolták negyedik szovjet televíziós műsort, a frekvenciát a volt szovjet köztársaságok saját műsoraik számára kapták. 1992. január 1-jén megszűnt a Szovjet Központi Televízió, helyette lett az Osztankino csatorna (névadója a TV-torony a Moszkvában). Sajnos nem sikerült a bizalom helyreállítása a közönség soraiban, ezért úgy határoztak, 1995. március 31-én lezárják a csatornát. 1995. április 1-jén kezdte meg sugárzását az ORT nevű csatorna. 2002. szeptember 2-án az ORT nevet változtatott, Pervij Kanal névre, és az állomás is nyereségessé vált.

## A csatorna igazgatói
| évszám    | igazgatók                         |
| --------- | --------------------------------- |
| 1951–1957 | Vlagyimir Spiridonovics Oszminina |
| 1957–1960 | Georgij Ivanov Alekszandrov       |
| 1960–1980 | Petya Sabanov Iljics              |
| 1980–1996 | nincs adat                        |
| 1997–2000 | Alexander Ljubimov                |
| 2000–2004 | Szergej Gorjacev                  |
| 2004–     | Kirill Kliemienov                 |

## Fordítás
Ez a szócikk részben vagy egészben  a(z)   Первый канал című orosz Wikipédia-szócikk fordításán alapul.  Az eredeti cikk szerkesztőit annak laptörténete sorolja fel. Ez a jelzés csupán a megfogalmazás eredetét és a szerzői jogokat jelzi, nem szolgál a cikkben szereplő információk forrásmegjelöléseként.